# José Fontana
José Fontana (Cabbio, Ticino, Suíça, 28 de outubro de 1840 — Lisboa, 2 de setembro de 1876), de seu nome completo Giuseppe Silo Domenico Fontana, foi um publicista, intelectual e activista cujo idealismo romântico entusiasmava multidões. Foi um dos organizadores das Conferências do Casino e um dos fundadores do Partido Socialista Português.

## Biografia
José Fontana era suíço, nascido e criado em Valle di Muggio, um vale perdido do Cantão de Ticino, no sul do território suíço, na actual fronteira com a Itália. Ainda muito jovem, veio para Portugal e fixou-se em Lisboa onde, em 1854, já aparece como relojoeiro.
Sendo operário, foi um dos defensores das classes trabalhadoras, tornando-se propagandista e dedicando-se à propagação dos ideais do Socialismo e do Associativismo. Destacou-se na luta pela melhoria das condições de vida e trabalho do operariado, promovendo o associativismo e o cooperativismo. Influenciado pelas ideias de Bakunine, em 1872 redigiu os estatutos da Associação Fraternidade Operária, organismo que impulsionou o movimento operário português e que, mais tarde, daria origem ao Partido Socialista Português, do qual é considerado um dos fundadores e do qual foi Primeiro Secretário. Grande amigo de Antero de Quental, colaborou na redacção dos estatutos do Centro Promotor dos Melhoramentos das Classes Laboriosas. José Fontana participou na comissão nomeada no Centro Promotor para apoiar a greve de Oeiras de 1871.
Ainda com este esteve ligado à fundação da Cooperativa do Povo Portuense, actualmente, Cooperativa de Solidariedade Social do Povo Portuense - onde actualmente se conserva uma fotografia sua, ao lado de Antero de Quental. Instituição nascida do "Instituto Antero de Quental" na Cidade do Porto.
José Fontana foi um dos principais impulsionadores da cooperativa Indústria Social e aproveitou os canais privados de comunicação da Internacional para pedir ajuda e influência junto ao Conselho Geral, nomeadamente, Engels.
Escreveu em vários jornais operários, colaborou assiduamente nos periódicos socialistas "O Pensamento Social", de 1872 a 1873, e "O Protesto", de 1875 a 1876, e dirigiu cartas a Karl Marx e a Friedrich Engels. Segundo os relatórios de um agente de segurança pública da República Francesa, José Fontana era apelidado como o "Karl Marx português" e era na sua casa que ocorriam as reuniões da Internacional.
Em 1964 o intelectual Vasco Magalhães-Vilhena vai inaugurar uma polémica em torno da "dupla existência" de José Fontana, frisando que Fontana foi um dos primeiros dirigentes do Conselho Geral da Internacional juntamente com Marx e Engels. A novidade apresentada consiste no facto de José Fontana ser na verdade G.P. Fontana, um dos oitos signatários de um dos mais importantes documentos da história da Internacional: Inaugural Address of the Working Men´s International Association. Alguns historiadores concordam com a tese de Magalhães-Vilhena, caso de Carlos da Fonseca, Jacinto Rodrigues, Joaquim Palminha Silva, Alberto Vilaça e André Costa, ao passo que João Arsénio Nunes, Fernando Piteira Santos, António Silva Leal e João Lázaro questionam a tese.  O mistério em torno da dupla existência de José Fontana continua sólido e alguns historiadores são da opinião que o "debate em torno da dupla identidade de José Fontana acaba por ser sobretudo uma curiosidade histórica sobre o movimento operário português que poderá servir apenas para romantizar e perpetuar a imagem de um herói". 
Nos últimos anos da sua vida filiou-se na Maçonaria. Foi iniciado em data e em Loja afecta ao Grande Oriente Lusitano desconhecidas e com nome simbólico desconhecido, sabendo-se que, pouco antes de morrer, frequentava uma Loja cujas sessões tinham lugar na zona do Jardim do Regedor, em Lisboa.
Quem o conheceu descreveu-o como bom, sensível, de uma inteligência brilhante, com um poder de comunicação e de persuasão invulgares, notável como orador, sagaz como analista das situações, dotado de uma intuição fora do comum…. Um contemporâneo escreveu: As Conferências do Casino, aquelas célebres conferências que iniciaram o movimento democrático em Portugal, foram obra sua e de Antero de Quental […]. No Centro Promotor dos Melhoramentos das Classes Laboriosas eclipsava Fontana os maiores oradores do seu tempo.
Antero de Quental, seu amigo inseparável, escreveu: A Revolução convivia no Cenáculo. E em meio àquele punhado de revolucionários utópicos, contava-se José Fontana, empregado da Livraria Bertrand, muito alto, muito magro, sempre vestido de preto..
Atormentado pela tuberculose, suicidou-se a 2 de setembro de 1876. Com apenas 35 anos de idade, era sócio-gerente da Livraria Bertrand, onde tinha começado a sua vida profissional como empregado em meados da década de 1860, primeiro como encadernador e depois caixeiro de livraria.
O seu funeral teve a participação de uma enorme multidão, perante a qual discursaram Eduardo Maia e Azedo Gneco.
Entre 1977 e junho de 2008, o Partido Socialista teve uma instituição denominada Fundação José Fontana com a finalidade promover o desenvolvimento do associativismo e do sindicalismo e em particular à formação de quadros sindicais. A Fundação José Fontana foi o embrião da UGT, que teria o seu primeiro congresso na cidade do Porto, em janeiro de 1979. A extinção das fundações Antero de Quental e José Fontana, em junho de 2008, deu lugar à criação da Fundação Res Publica.
Tendo como tema a vida de Fontana foi publicada em 2011 a obra La prossima settimana, forse (tr. por Simonetta Neto,"Na próxima semana, talvez",  BERTRAND ED.), um romance histórico da autoria do escritor suíço Alberto Nessi.
José Fontana é lembrado na toponímia de Lisboa, onde a Praça José Fontana marca o lugar onde esteve prevista a construção de um monumento desenhado por Azedo Gneco que nunca chegou a materializar-se. Outras povoações também o lembram nas suas ruas e praças, nomeadamente Vila Nova de Gaia, Oeiras, Cascais, Loures, Almada, Moita, Setúbal e Sintra.